# Eddie Plank
Edward Stewart Plank (31 de agosto de 1875 - 24 de febrero de 1926) fue un jugador de béisbol de Estados Unidos que actuó como lanzador en las Grandes Ligas. Fue el primer lanzador zurdo en ganar 200 partidos y luego el primero en llegar a 300 triunfos, en la actualidad ocupa el tercer puesto en ganados de la historia entre lanzadores zurdos, 11no entre todos los pitchers, con 326 victorias. Fue elegido para el Salón de la Fama en 1946.

## Carrera en Grandes Ligas
Plank debutó en las Grandes Ligas el 13 de mayo de 1901 con los Philadelphia Athletics, equipo con el que jugaría hasta 1914. Durante este tiempo, fue uno de los lanzadores más consistentes de la liga, ganando más de 20 juegos en siete ocasiones y contribuyendo a las dos victorias de los Athletics en las Series Mundiales de 1911 y 1913.
Fue conocido como un pitcher habilidoso, con una gran curva lanzada por al lado del brazo. También fue conocido por sus largas pausas en el montículo entre lanzamientos, lo que provocaba que los partidos donde él participaba fueran de larga duración.
En 1915, Plank jugó para los St. Louis Terriers de la Liga Federal (Federal League) y ganó 21 juegos (la octava y última vez que alcanzaría la marca de 20 victorias). Algunas fuentes del béisbol declinan la aceptación de la Liga Federal como una liga perteneciente a las Mayores y por tanto, le atribuyen a Plank solo siete temporadas de 20 victorias y 305 en total.
En 1916 y 1917, Plank jugó para los St. Louis Browns. Su último partido, fue una derrota de 1-0, lanzando el juego completo de 11 innings, frente a Walter Johnson y los Washington Senators, el 6 de agosto de 1917.
En su carrera, Plank logró un balance de 324-194, con 2.35 de promedio de carreras limpias y 2,246 ponches. Ganó 305 juegos en la Liga Americana, convirtiéndose en el lanzador zurdo más ganador de esa liga. Además, fue el lanzador (derecho o zurdo) más ganador de la liga hasta 1921, cuando fue sobrepasado por Walter Johnson.

## Reconocimientos
Además de su elección para el Salón de la Fama en 1946, en 1999, “The Sporting News” lo ubicó en el puesto 32 de la lista de los 100 mejores jugadores de béisbol de la historia (100 Greatest Baseball Players) y fue nominado para el Juego de la Centuria de las Grandes Ligas (Major League Baseball All-Century Team).